# Victor Danielsen

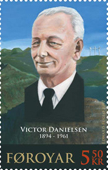
Victor Danielsen på ett färöiskt frimärke från 2007.

Victor Danielsen, född 28 mars 1894 i Søldarfjørður, död 2 februari 1961 i Fuglafjørður, var en färöisk bibelöversättare och missionär. Han kom att tillhörda Plymouthbröderna och var ursprungligen lärare. Men han insåg att han inte kunde verka som lärare utan att hans kall låg hos kristendomen. 

## Kyrksamhet
1916 blev han en del av brödramenigheten och 1920 gifte han sig. Det var dock 1930 som han började översätta Bibeln med början i Galaterbrevet. Det tog honom sju år att bli klar med nya testamentet och han hann avsluta arbetet några veckor före Jákup Dahl, som även han arbetade på en översättning. Skillnaderna i översättning kommer av att de olika översättarna använde olika grundspråk - Danielsen använde andra moderna språk medan Dahl använde hebreiska. 
Victor Danielsens bibelöversättning publicerades år 1949 och var den första bibelöversättningen till färöiska.